# Stadio António Coimbra da Mota
Lo stadio António Coimbra da Mota (in portoghese Estádio António Coimbra da Mota) è uno stadio situato a Estoril, in Portogallo.
Aperto nel gennaio 1939, lo stadio è attualmente utilizzato per le partite di calcio interne del club dell'Estoril Praia.
Nel 2004 è stato utilizzato come campo di allenamento dalla nazionale svedese nell'ambito di Euro 2004.
Viene utilizzato anche per i match di rugby, oltre che di calcio.